# العلاقات السودانية الصومالية
العلاقات السودانية الصومالية هي العلاقات الثنائية التي تجمع بين السودان والصومال.

## مقارنة بين البلدين
هذه مقارنة عامة ومرجعية للدولتين:
| وجه المقارنة                                              | السودان                     | الصومال                        |
| --------------------------------------------------------- | --------------------------- | ------------------------------ |
| المساحة (كم2)                                             | 1.89 مليون                  | 637.66 ألف                     |
| عدد السكان (نسمة)                                         | 40.53 مليون                 | 14.74 مليون                    |
| الكثافة السكانية (ن./كم²)                                 | 21.44                       | 23.12                          |
| العاصمة                                                   | الخرطوم                     | مقديشو                         |
| اللغة الرسمية                                             | اللغة العربية، لغة إنجليزية | اللغة الصومالية، اللغة العربية |
| العملة                                                    | جنيه سوداني                 | شلن صومالي                     |
| الناتج المحلي الإجمالي (بليون دولار)                      | 117.49 مليار                | 7.37 مليار                     |
| الناتج المحلي الإجمالي (تعادل القوة الشرائية) بليون دولار | 176.55 مليار                |                                |
| الناتج المحلي الإجمالي الاسمي للفرد دولار أمريكي          | 2.41 ألف                    | 549                            |
| الناتج المحلي الإجمالي للفرد دولار أمريكي                 | 4.07 ألف                    |                                |
| مؤشر التنمية البشرية                                      | 0.479                       |                                |
| رمز المكالمات الدولي                                      | +249                        | +252                           |
| رمز الإنترنت                                              | سودان                       | .so                            |
| المنطقة الزمنية                                           | ت ع م+03:00، ت ع م+02:00    | ت ع م+03:00                    |

## مدن متوأمة
في ما يلي قائمة باتفاقيات التوأمة بين مدن سودانية وصومالية:
- ترتبط الخرطوم مع هرجيسا باتفاقية توأمة منذ 1993.

## منظمات دولية مشتركة
يشترك البلدان في عضوية مجموعة من المنظمات الدولية، منها:
| علم المنظمة | اسم المنظمة                                 | تاريخ انضمام السودان | تاريخ انضمام الصومال |
| ----------- | ------------------------------------------- | -------------------- | -------------------- |
|             | الاتحاد البريدي العالمي                     | ?                    | ?                    |
|             | يونسكو                                      | 26 نوفمبر 1956       | 15 نوفمبر 1960       |
|             | البنك الدولي للإنشاء والتعمير               | 5 سبتمبر 1957        | 31 أغسطس 1962        |
|             | البنك الإفريقي للتنمية                      | ?                    | ?                    |
|             | منظمة الشرطة الجنائية الدولية               | ?                    | ?                    |
|             | الأمم المتحدة                               | 12 نوفمبر 1956       | 20 سبتمبر 1960       |
|             | الاتحاد الأفريقي                            | ?                    | ?                    |
|             | مجموعة دول أفريقيا والكاريبي والمحيط الهادئ | ?                    | ?                    |
|             | مؤسسة التنمية الدولية                       | 24 سبتمبر 1960       | 31 أغسطس 1962        |
|             | الصندوق العربي للإنماء الاقتصادي والاجتماعي | ?                    | ?                    |
|             | منظمة التعاون الإسلامي                      | ?                    | ?                    |
|             | جامعة الدول العربية                         | 19 يناير 1956        | 14 فبراير 1974       |
|             | الاتحاد الدولي للاتصالات                    | 23 أكتوبر 1957       | 28 سبتمبر 1962       |
|             | مؤسسة التمويل الدولية                       | 21 أكتوبر 1960       | 31 أغسطس 1962        |
|             | صندوق النقد العربي                          | ?                    | ?                    |
|             | الفريق المعني برصد الأرض                    | ?                    | ?                    |
|             | منظمة حظر الأسلحة الكيميائية                | ?                    | ?                    |
|             | المركز الدولي لتسوية المنازعات الاستشارية   | 9 مايو 1973          | 30 مارس 1968         |

## وصلات خارجية
- موقع وزارة الخارجية السودانية
- موقع وزارة الخارجية الصومالية